# Trip Hawkins
William M. 'Trip' Hawkins III (sinh ngày 28 tháng 12 năm 1953) là một doanh nhân người Mỹ ở Thung lũng Silicon và là người sáng lập hãng Electronic Arts, The 3DO Company và Digital Chocolate.
Hawkins là Giám đốc chiến lược và tiếp thị của hãng Apple Computer vào năm 1982 khi ông ra đi để thành lập hãng Electronic Arts (EA), một nhà phát hành trò chơi điện tử. Electronic Arts hoạt động thành công trong nhiều năm qua dưới sự lãnh đạo của Hawkins. Đó là một hãng phát hành trò chơi điện tử lớn nhất thế giới và tiếp tục giữ vị trí hàng đầu trong số các nhà phát hành thuộc bên thứ ba như ngày nay.
Mặc dù vẫn còn giữ chức danh chủ tịch hội đồng quản trị, Hawkins chuyển từ EA vào năm 1991 để lập ra 3DO, một công ty trò chơi điện tử hệ console. 3DO được hình thành nhờ mối quan hệ đối tác với một số công ty khác bao gồm cả EA. Sau khi phát hành vào năm 1993, 3DO là một trong những hệ máy trò chơi điện tử hệ console mạnh nhất lúc bấy giờ. Hệ máy này được thiết kế hầm hố, hỗ trợ định dạng CD và hàng loạt những tính năng công nghệ giải trí cao cấp khác. Tuy nhiên, 3DO lại thiếu đi sự hỗ trợ từ những hãng phát triển game và nhất là giá bán của chiếc console này lên đến 699 USD ngay khi phát hành. So với những hệ máy hỗ trợ định dạng CD khác của Sega và Sony, 3DO đã không thể cạnh tranh nổi về giá cả với sự xuất hiện của hệ máy PlayStation của Sony vào năm 1994.
Năm 1996, 3DO ngừng phát triển hệ máy và chuyển đổi thành một nhà phát triển trò chơi điện tử làm game cho hệ máy PlayStation, PC và các console khác. Tuy nhiên, do doanh số bán hàng giảm sút vì số lượng game ít ỏi, hãng đã bị phá sản tháng 5 năm 2003. Hawkins đã quyết định xây dựng thương hiệu tập trung và thời gian biểu sản xuất 6-9 tháng cho các tựa game. Chất lượng trở nên tồi tệ cũng như doanh số bán hàng giảm sút. Hawkins đã sử dụng số tiền dự trữ nhằm cứu lấy công ty trước khi nó phá sản, nhưng từ chối làm như vậy vào thời khắc cuối cùng. 3DO giờ đây đã bỏ việc kinh doanh. Công ty không còn tồn tại đã bán hầu hết tài sản trí tuệ của mình cho nhà phát hành Ubisoft.
Cuối năm 2003, Hawkins tiến tới thành lập một công ty phát triển trò chơi điện tử mới được gọi là Digital Chocolate. Công ty tập trung phát triển các trò chơi cho các thiết bị cầm tay. Ông lùi xuống từ vị trí Tổng giám đốc điều hành tại Digital Chocolate vào tháng 5 năm 2012. Năm 2005, Hawkins đã trở thành người thứ tám được giới thiệu vào Viện Hàn lâm Nghệ thuật tương tác và Khoa học Hall of Fame. Ngoài ra, ông còn là nhà thiết kế của dự án chiến lược và Lý thuyết trò chơi ứng dụng tại Đại học Harvard.